# Foliabitus longzhou
Espèce
Foliabitus longzhou est une espèce d'araignées aranéomorphes de la famille des Salticidae.

## Distribution
Cette espèce est endémique du Guangxi en Chine,.

## Description
La carapace du mâle holotype mesure 2,3 mm de long et l'abdomen 2,8 mm et la carapace de la femelle paratype mesure 2,0 mm de long et l'abdomen 3,8 mm.

## Étymologie
Son nom d'espèce lui a été donné en référence au lieu de sa découverte, le xian de Longzhou.

## Publication originale
- Zhang & Maddison, 2012 : New euophryine jumping spiders from Southeast Asia and Africa (Araneae: Salticidae: Euophryinae). Zootaxa, no 3581, p. 53-80.